# Rap rock
Sous-genres
Rapcore, rap metal
Genres dérivés
Rap emo
Le rap rock est un genre musical mêlant éléments instrumentaux et vocaux du hip-hop et de nombreux styles de rock. Les sous-genre musicaux les plus populaires du rap rock incluent le rap metal et le rapcore, inspirés du heavy metal et du punk hardcore, respectivement. Une première chanson du genre s'intitule The Magnificent Seven des Clash, qui mêle new wave, hip-hop et funk.

## Histoire
L'un des premiers exemples de chansons rock accompagnées de rap s'intitule Year of the Guru d'Eric Burdon and the Animals, une chanson rock psychédélique dans laquelle Eric Burdon, selon AllMusic, « endosse le rôle du rappeur moderne. » On peut aussi citer Doriella Du Fontaine de Lightnin' Rod des Last Poets en collaboration avec Jimi Hendrix et Buddy Miles en 1969.
Au début des années 1980, après l’émergence des groupes de hip-hop old-school comme The Sugarhill Gang et Grandmaster Flash and the Furious Five, des groupes de rock s'essayent timidement au rap, tels The Clash avec The Magnificent Seven en 1981 ou Blondie sur Rapture. En 1986, Run–DMC collabore avec Aerosmith sur une reprise d'une de leurs chansons, Walk This Way, initialement sortie en 1975. Le succès de cette reprise aide à la popularisation du hip-hop auprès du grand public. Les Beastie Boys, un ancien groupe de punk hardcore, se lance dans le genre hip-hop. Leur premier album, Licensed to Ill, est largement inspiré du rock. Les trois musiciens du groupe ont collaboré avec le producteur Rick Rubin, crédité pour avoir lancé le genre rap rock. En 1989, la chanson Wild Thing issue du premier album de Tone-Lōc, Lōc-ed After Dark, atteint la première place du Billboard 200.
Le rap rock commence à se populariser en milieu des années 1990. Des groupes de rock comme 311, 24-7 Spyz, Faith No More et Rage Against the Machine mêlent rock et hip-hop,. Entretemps, des groupes britanniques comme Pop Will Eat Itself et Senser adoptent le genre d'une manière similaire en Europe. La bande originale du film Judgment Night (1993) se compose de 11 collaborations entre musiciens de hip-hop et rock. Urban Dance Squad mêle funk, heavy metal, hip-hop et punk. Biohazard, lors de sa collaboration avec le groupe de rap hardcore Onyx sur la bande originale de Judgment Night, est également considéré comme pionnier du genre. Black Sunday de Cypress Hill s'inspire de la musique rock et sa couverture s'inspire, selon AllMusic, de celle de groupes de heavy metal.
Le rap rock gagne en popularité auprès du grand public à la fin des années 1990. Les premiers groupes à se populariser comme tel sont 311, Bloodhound Gang, Kid Rock et Limp Bizkit.
En 2005, se forme le groupe Hollywood Undead avec Deuce qui devient rapidement très populaire aux États-Unis. En 2006, Passi Invite plusieurs artistes du rap français et plusieurs artistes de  pop rock pour une compilation intitulé Dis l'heure 2 hip-hop rock.
Ce genre connaît un nouveau regain d'intérêts à partir de la seconde moitié des années 2010 grâce à la vague de rappeurs SoundCloud et emo-trap, tels Lil Peep et XXXTentacion, qui renouvelleront le genre au passage.

## Caractéristiques

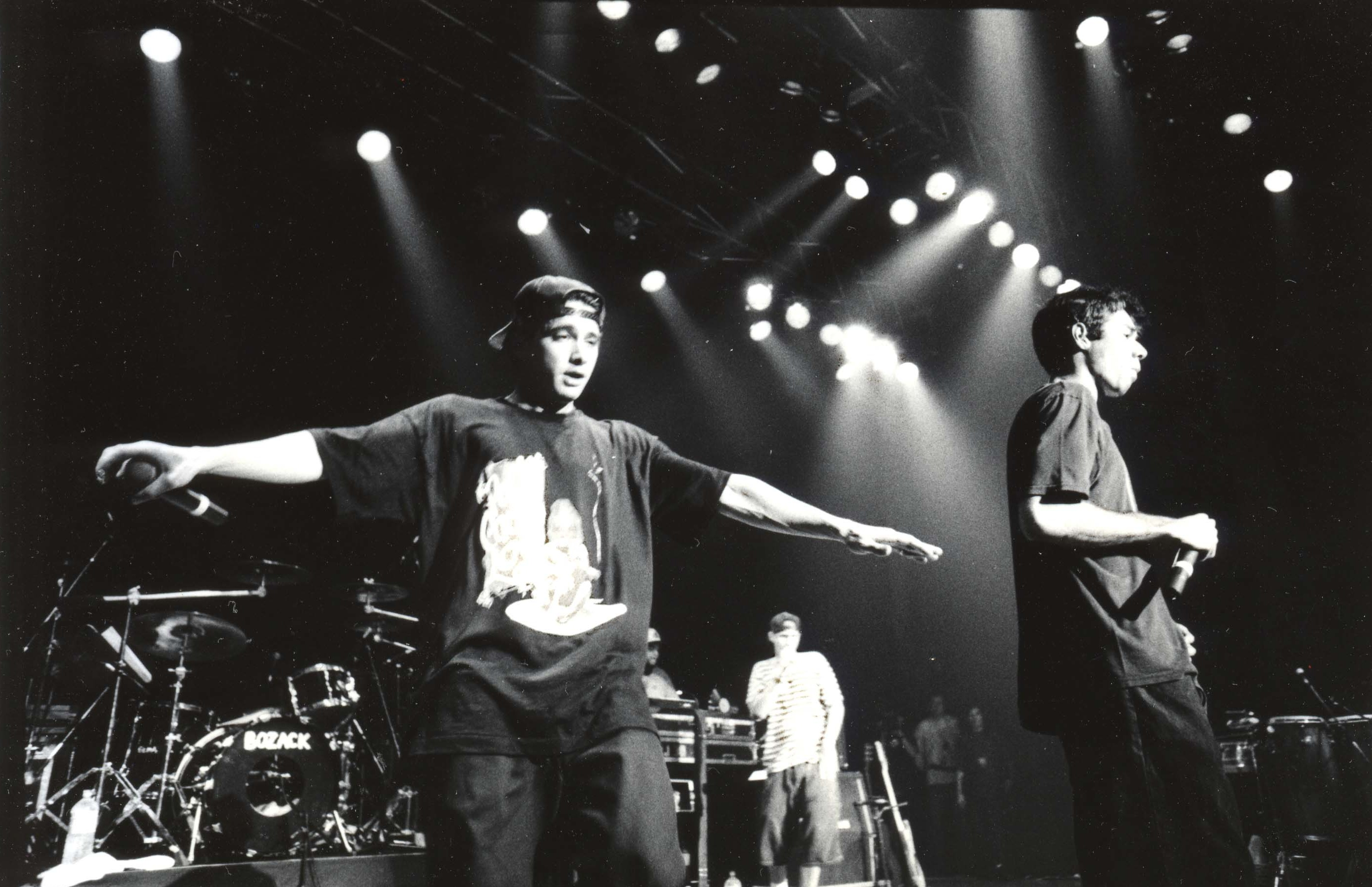
Le groupe de hip-hop Beastie Boys est cité dans le développement du genre rap rock.

AllMusic décrit le rap metal de par son « rythme et ses riffs lourds » durant lesquels « on croirait parfois que les riffs sont joués en même temps que du scratching » et décrit le rap rock comme plus organique et caractérisé par un son rock accompagné de rap plutôt que de chants. AllMusic explique également que le rythme du rap rock est ancré dans celui du hip-hop, est plus inspiré par le funk que le hard-rock traditionnel.
Hed PE, qui mêle punk rock et hip-hop, incorpore souvent des éléments de reggae et de heavy metal. Selon le rédacteur Rob Kemp, du magazine Rolling Stone, l'album S.C.I.E.N.C.E. du groupe Incubus (1997) « associe le funk metal au rap metal. » Les Kottonmouth Kings jouent un style qu'ils appellent « punk rock hip-hop psychédélique. » Kid Rock incorpore des éléments de country et de rock sudiste, tandis qu'Everlast mêle blues et rock au hip-hop qu'il joue sur scène aux côtés d'un DJ,.
Les thèmes lyriques du rap rock varient. Selon AllMusic, « la majeure partie des groupes de rap-metal en milieu et fin des années 1980 mêlent violence verbale et théâtrale et humour de mauvais goût ou anxiété introspective acquise par le metal alternatif. » Cependant, tandis que le genre commence à mieux se construire, de nombreux groupes s'impliquent socialement et politiquement dans leurs paroles, notamment Rage Against the Machine et Senser qui se démarquent de groupes moins politiquement impliqués comme Linkin Park et Limp Bizkit.
De leur côté, même si certains groupes de metal alternatif et de nu metal utilisent des beats hip-hop, les groupes de rap rock, eux, sont toujours accompagnés de rappeurs. Les groupes de rock généralement non associés au rap rock se sont déjà inspirés du hip-hop, en particulier du rap. Ces groupes incluent notamment Blondie,, Rush, et le musicien Beck, et Cake. La plupart des rappeurs sont cités pour l'usage d'échantillons sonores extraits de chansons rock, comme celles d'Eminem, Cartel de Santa, Cypress Hill, Control Machete, Ice-T, des Fat Boys, de LL Cool J, Public Enemy, Whodini, Vanilla Ice, et d'Esham,.